# Wilhelm Buschulte
Wilhelm Buschulte (* 1. November 1923 in Unna, Westfalen; † 28. März 2013 ebenda) war ein deutscher Maler, Grafiker und Glasbildner.

## Lebenslauf
Wilhelm Buschulte studierte von 1943 bis 1950 – mit kriegsbedingten Unterbrechungen – an der Akademie der Bildenden Künste München. Er war Meisterschüler bei Hans Gött. Ab 1953 lebte Buschulte freischaffend in Unna.
Buschulte wandte sich ab 1951 der künstlerischen Fenstergestaltung zu. Sie macht das Zentrum seines Schaffens und sein eigentliches Lebenswerk aus, wenigstens das dem Blickfeld einer größeren Öffentlichkeit zugängliche. In den 1950er und 1960er Jahren entwarf er auch Vorhängescheiben mit religiösen Darstellungen in einem verinnerlichten, fast naiven Stil. Auf keine künstlerische Technik festgelegt, galt Buschultes Bestreben der Einheit und Harmonie von (Kirchen-)Raum und Fenstergestaltung, wie sie in ihrer „lichten Einfachheit“ (Buschulte) wohl in der Fenstergestaltung der Frankfurter Paulskirche am eindrucksvollsten zu sehen ist. Biblische Themen finden sich ebenso wie Themen aus der katholischen Heiligentradition, abstrakte Gestaltung ebenso wie sein in den 1990er Jahren deutlich erkennbares Bemühen um einfachste (geometrische) Formen, das deshalb immer mehr zu einem Malen auf Glas als ein Malen mit Glas wurde.
In seinem Spätwerk verließ er mehr und mehr die organischen Formen und leuchtenden Farben (Ausnahme Fenster im Paderborner Dom) zugunsten geometrischer Muster aus klarem und grauem Glas. In allen seinen Entwürfen ist das künstlerische Bemühen sichtbar, unter Verzicht auf jede vordergründig-illustrative Wirkung dem Kirchenraum dienstbar zu sein und eben damit an der Aufgabe der Verkündigung teilzuhaben. „Seine Monumentalverglasungen sind abstrakt, zeigen jedoch teilweise figürliche Anklänge und umschließen bisweilen – insbesondere in den 1980er Jahren – symbolisch organische Formen.“
Neben der Teilnahme an Ausstellungen im In- und Ausland inszenierte er auch eigene Ausstellungen. Werke von ihm befinden sich in Museen des In- und Auslandes. Die Menge der von ihm entworfenen Glasfenster ist kaum zu übersehen.
Gemeinsam mit Ernst Oldenburg, Carlernst Kürten und Josef Baron bildete Buschulte das Künstlerquartett „OKBB“ in Unna.

## Werk

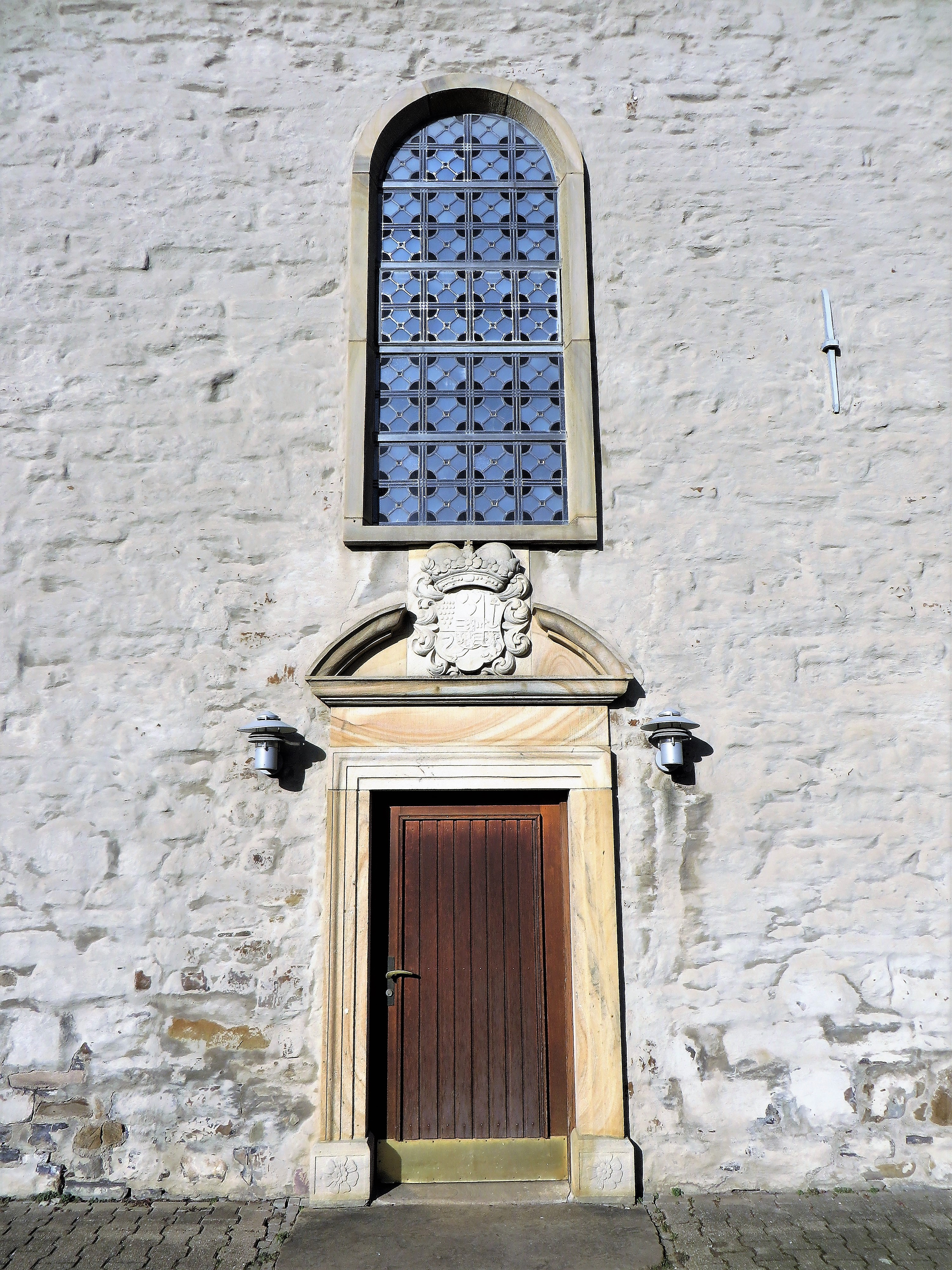
Glasfenster über dem Eingang der evangelischen Kirche in Hagen-Berchum

Glasfenster
| Ort                      | Kirche / Kapelle                                         | Ausführende Glaswerkstatt                      | Jahr              | Anmerkung                                                                      |
| ------------------------ | -------------------------------------------------------- | ---------------------------------------------- | ----------------- | ------------------------------------------------------------------------------ |
| Aachen                   | (Kaiser-)Dom                                             | Heinrich Oidtmann, Linnich                     | 1979              |                                                                                |
| Aachen                   | St. Foillan                                              | Heinrich Oidtmann, Linnich                     | 1958–1968         |                                                                                |
| Arnsberg                 | St. Pius                                                 | Heinrich Oidtmann, Linnich                     | 1960–1965, 1984   |                                                                                |
| Arnsberg-Oeventrop       | Hl. Familie                                              | Peters (Paderborn)                             | 1969              | 2 gleiche Chorfenster                                                          |
| Arnsberg-Rumbeck         | St. Nikolaus                                             | Heinrich Oidtmann, Linnich                     | 1977?             |                                                                                |
| Bad Wildungen            | Ev. Stadtkirche                                          | Derix, Taunusstein                             | 1996/97           | 5 monochrome Chorfenster                                                       |
| Bergkamen                | St. Elisabeth                                            | Heinrich Oidtmann, Linnich                     | 1970/71           |                                                                                |
| Bergkamen-Rünthe         | Herz Jesu                                                | ?                                              | 1971              |                                                                                |
| Bergkamen-Weddinghofen   | St. Michael                                              | Knack (Münster)                                | 1964              |                                                                                |
| Berlin                   | Kapelle der Apostolischen Nuntiatur                      | Peters (Paderborn)                             | 2000              |                                                                                |
| Bestwig-Berlar           | Kap. im Kinderheim Hs. Alfried                           | Peters (Paderborn)                             | 1964              |                                                                                |
| Bielefeld                | Heilig-Geist-Kirche                                      | Peters (Paderborn)                             | 1991              |                                                                                |
| Bielefeld                | St. Liborius                                             | ?                                              | ?                 |                                                                                |
| Blomberg                 | St. Martin                                               | Peters (Paderborn)                             | 1966              |                                                                                |
| Bönen                    | Christkönig                                              | ?                                              | 1975              |                                                                                |
| Bönen-Altenbögge         | St. Bonifatius                                           | Peters (Paderborn)                             | 1960–1965         | 7 kleine Fenster                                                               |
| Borgholzhausen           | St. Marien + St. Nikolaus                                | Peters (Paderborn)                             | 1971              |                                                                                |
| Bornheim-Roisdorf        | St. Sebastian                                            | Derix (Kevelaer)                               | 1978(–1985)       |                                                                                |
| Breuna                   | Ev. Kirche                                               | Peters (Paderborn)                             | 2000              | Chorfenster                                                                    |
| Brilon-Gudenhagen        | St. Michael                                              | Peters (Paderborn)                             | 1974              |                                                                                |
| Delbrück                 | St. Johannes Baptist                                     | Peters (Paderborn)                             | 1973              |                                                                                |
| Dortmund                 | Hl. Geist                                                | Peters (Paderborn)                             | 1971              |                                                                                |
| Dortmund                 | Kap. im Josefinenstift                                   | Peters (Paderborn)                             | 1963              | existieren nicht mehr                                                          |
| Dortmund                 | St. Gertrudis                                            | Peters (Paderborn)                             | 1973              |                                                                                |
| Dortmund-Aplerbeck       | St. Ewaldi                                               | Heinrich Oidtmann, Linnich                     | 1971              |                                                                                |
| Dortmund-Bodelschwingh   | Mariä Heimsuchung                                        | Heinrich Oidtmann, Linnich                     | 1977              |                                                                                |
| Dortmund-Brünninghausen  | Hl. Familie                                              | Peters (Paderborn)                             | 1961, 1988        |                                                                                |
| Dortmund-Dorstfeld       | St. Barbara                                              | Peters (Paderborn)                             | ?                 |                                                                                |
| Dortmund-Hörde           | Krankenhauskapelle                                       | [Heinrich Oidtmann, Linnich]                   | 1967/69           |                                                                                |
| Dortmund-Hörde           | Stiftskirche St. Clara                                   | Heinrich Oidtmann, Linnich                     | ?                 |                                                                                |
| Dortmund-Huckarde        | St. Christopherus                                        | Heinrich Oidtmann, Linnich                     | 1972              |                                                                                |
| Dortmund-Kurl            | Krankenhauskapelle                                       | ?                                              | 1969              |                                                                                |
| Dortmund-Scharnhorst     | St. Franziskus                                           | ?                                              | ?                 |                                                                                |
| Dortmund-Wellinghofen    | Alte Kirche                                              | Baetzel                                        | 1993–1994         | geometr. Gestaltung                                                            |
| Dortmund-Wellinghofen    | Hl. Geist                                                | Heinrich Oidtmann, Linnich                     | 1961–1965?        |                                                                                |
| Drolshagen               | St. Clemens                                              | Heinrich Oidtmann, Linnich                     | 1967              |                                                                                |
| Essen                    | Hohe Domkirche                                           | Heinrich Oidtmann, Linnich                     | 1965              | Langhausfenster                                                                |
| Frankfurt am Main        | Paulskirche                                              | Heinrich Oidtmann, Linnich                     | 1986–1988         |                                                                                |
| Friedeburg-Reepsholt     | St. Mauritius                                            | Baetzel (Unna)                                 | 1996              |                                                                                |
| Fröndenberg              | Filialkirche St. Josef                                   | Peters (Paderborn)                             | 1964–1966         |                                                                                |
| Geseke                   | Altenheimkapelle                                         | Peters (Paderborn)                             | 1972              |                                                                                |
| Hagen                    | St. Josefshospital                                       | Baetzel (Unna)                                 | 1981              |                                                                                |
| Hagen                    | St. Meinolf                                              | Heinrich Oidtmann, Linnich                     | 1968              |                                                                                |
| Hagen                    | St. Petrus Canisius                                      | Peters (Paderborn)                             | 1972              | Chorfensterwand                                                                |
| Hagen-Berchum            | Evangelische Kirche                                      | ?                                              | 1976              | Geometrisches Ornament, sechs Fenster im Schiff, Antik-, Opalglas/Blei/Prismen |
| Hamm-Bad Hamm            | Herz Jesu                                                | Heinrich Oidtmann, Linnich                     | 1959              |                                                                                |
| Hamm-Herringen           | Hl. Kreuz                                                | ?                                              | 1961              |                                                                                |
| Heiligenstadt            | Kloster der Schwestern der Hl. Maria Magdalena Postel    | Baetzel (Unna)                                 | 1997–1998         |                                                                                |
| Heiligenhaus             | St. Suitbertus                                           | Heinrich Oidtmann, Linnich                     | 1971–1973         |                                                                                |
| Heinsberg                | St. Gangolf                                              | Heinrich Oidtmann, Linnich; Peters (Paderborn) | 1971–1973/1989/90 |                                                                                |
| Hildesheim               | Dom                                                      | Heinrich Oidtmann, Linnich                     | 1977              | Annenkapelle                                                                   |
| Hürth-Hermülheim         | St. Severin                                              | ?                                              | 1968              | Fenster im Anbau von Karl Band                                                 |
| Iserlohn-Letmathe        | Kap. im Marienhospital                                   | ?                                              | ?                 |                                                                                |
| Kairo                    | Schule der Borromäerinnen                                | Heinrich Oidtmann, Linnich                     | 1962              |                                                                                |
| Kirchhundem-Silberg      | St. Antonius Eins.                                       | ?                                              | 1969              |                                                                                |
| Köln                     | St. Gereon                                               | Heinrich Oidtmann, Linnich                     | 1975–1987         | gemeinsam mit Georg Meistermann                                                |
| Köln                     | St. Maria im Kapitol                                     | Heinrich Oidtmann, Linnich; Peters             | 1979, 1990        |                                                                                |
| Köln                     | St. Pius                                                 | Heinrich Oidtmann, Linnich                     | 1960              |                                                                                |
| Köln                     | St. Vitalis                                              | Heinrich Oidtmann, Linnich                     | 1960              |                                                                                |
| Köln                     | Sankt Heribert                                           | Heinrich Oidtmann, Linnich; Peters (Paderborn) | 1977–1987, 1996   |                                                                                |
| Köln                     | Sankt Agnes                                              | ?                                              | 1989–1993         |                                                                                |
| Lennestadt-Altenhundem   | Kap. im St. Josefs-Hospital                              | ?                                              | 1966              |                                                                                |
| Lennestadt-Altenhundem   | St. Agatha                                               | ?                                              | 1966              |                                                                                |
| Lichtenau-Holtheim       | St. Franz Xaver                                          | ?                                              | 1965              |                                                                                |
| Linnich                  | St. Martinus                                             | Heinrich Oidtmann, Linnich                     | 1970–1972         |                                                                                |
| Lippetal-Hovestadt       | St. Albertus                                             | Peters (Paderborn)                             | 1975              |                                                                                |
| Lippstadt-Eickelborn     | St. Antonius                                             | ?                                              | 1974              |                                                                                |
| Lippstadt-Lipperode      | Kap.im St. Josefsheim                                    | Peters (Paderborn)                             | 1969              |                                                                                |
| Marienstatt (Westerwald) | Abteikirche                                              | ?                                              | 2005              | Chorfenster                                                                    |
| Marsberg-Niedermarsberg  | Marienhospital                                           | Peters (Paderborn)                             | 1967              |                                                                                |
| Menden (Sauerland)       | Kap. i St. Vincenz-Khs.                                  | Peters (Paderborn)                             | 1976              |                                                                                |
| Meschede                 | St. Walburga                                             | Peters (Paderborn)                             | 1965              | Fenster im Anbau                                                               |
| Möhnesee-Körbecke        | Kap. im ehem. Elisabeth Hospital                         | Peters (Paderborn)                             | 1968              |                                                                                |
| Mönchengladbach          | Münster St. Vitus                                        | Heinrich Oidtmann, Linnich                     | 1975, 1980        |                                                                                |
| Münster                  | St.-Paulus-Dom                                           | Heinrich Oidtmann, Linnich                     | 1983              |                                                                                |
| Oer-Erkenschwick         | St. Marien                                               | ?                                              | 1964              | Vier Wíndrosenengel nach Offb. 7,1                                             |
| Osterode                 | St. Aegidien                                             | Baetzel (Unna)                                 | 2008–2009, 2011   |                                                                                |
| Paderborn                | Dom                                                      | Peters (Paderborn)                             | 2007              | hintere Schifffenster                                                          |
| Paderborn                | Kap. im Bischofshaus                                     | Peters (Paderborn)                             | ca. 1980          |                                                                                |
| Paderborn                | Kap. im St. Vincenz-Hospital                             | Knack (Münster)                                | 1985              |                                                                                |
| Paderborn                | St. Bonifatius                                           | Knack (Münster)                                | 1981              |                                                                                |
| Paderborn                | St. Stephanus                                            | Peters (Paderborn)                             | 1975              |                                                                                |
| Paderborn-Schloß Neuhaus | Kap. Wilhelmsberg                                        | Peters (Paderborn)                             | 1977              |                                                                                |
| Ratzeburg                | Dom                                                      | Heinrich Oidtmann, Linnich                     | 1969              |                                                                                |
| Rheda-Wiedenbrück        | St. Franziskus                                           | ?                                              | 1969              |                                                                                |
| Rietberg-Neuenkirchen    | St. Margaretha                                           | Peters (Paderborn)                             | 1972–1973         |                                                                                |
| Saarbrücken              | St. Maria-Königin                                        | Heinrich Oidtmann, Linnich                     | 1963, 1974        |                                                                                |
| Schmallenberg-Grafschaft | Klosterkapelle                                           | ?                                              | 1961–1962         |                                                                                |
| Schwerte                 | Kap in d. Katholischen Akademie                          | Heinrich Oidtmann, Linnich                     | 1970              |                                                                                |
| Schwerte-Holzen          | St. Christophorus                                        | Heinrich Oidtmann, Linnich                     | 1982              |                                                                                |
| Schwerte-Westhofen       | St. Petrus                                               | Heinrich Oidtmann, Linnich                     | 1984              |                                                                                |
| Siegen                   | St. Peter u Paul                                         | Peters (Paderborn)                             | 1975              |                                                                                |
| Soest                    | Hl. Kreuz                                                | ?                                              | 1967              |                                                                                |
| Soest                    | St. Patrokli                                             | Heinrich Oidtmann, Linnich; Peters (Paderborn) | 1975–1981         |                                                                                |
| Stadtlohn                | St. Joseph                                               | ?                                              | 1962              |                                                                                |
| Steinheim                | Kap. im St. Rochus Hospital                              | Peters (Paderborn)                             | 1974              |                                                                                |
| Unna                     | Jona-Haus                                                | Baetzel (Unna)                                 | 1998–2002, 2007   |                                                                                |
| Unna                     | Kap. im Katharinenhospital                               | Heinrich Oidtmann, Linnich                     | 1968              |                                                                                |
| Unna                     | St. Martin                                               | Heinrich Oidtmann, Linnich                     | 1968              |                                                                                |
| Unna-Massen              | Filialkirche St. Hedwig                                  | Peters (Paderborn)                             | 1962              |                                                                                |
| Vlotho                   | Hl. Kreuz                                                | Peters (Paderborn)                             | 1972              |                                                                                |
| Werl                     | Klosterkirche                                            | Klosterwerkstatt (Werl)                        | 1962              |                                                                                |
| Werl-Büderich            | St. Kunibertus                                           | Peters (Paderborn)                             | 1976              |                                                                                |
| Werl-Westönnen           | St. Cäcilia                                              | Peters (Paderborn)                             | 1969              |                                                                                |
| Westerstede              | Ev. St.-Petri-Kirche                                     | Peters (Paderborn)                             | 2000              | Ostfenster und Petri-Fenster                                                   |
| Wilnsdorf-Rudersdorf     | St. Laurentius                                           | Heinrich Oidtmann, Linnich                     | 1974              |                                                                                |
| Witten                   | Kap. im Marienhospital                                   | Heinrich Oidtmann, Linnich                     | 1976              |                                                                                |
| Witten                   | St. Marien                                               | Heinrich Oidtmann, Linnich                     | versch Jg. (’82)  |                                                                                |
| Worms                    | Ev. Dreifaltigkeitskirche (Reformationsgedächtniskirche) | Heinrich Oidtmann, Linnich                     | 1957–1960         |                                                                                |